# Antonín Arnošt ze Schaffgotsche
Mons. ThDr. Antonín Arnošt hrabě ze Schaffgotsche (německy Anton Ernst Graf von Schaffgotsch(e), 17. února 1804 Brno – 31. března 1870 Brno) byl moravský šlechtic a římskokatolický duchovní. Po 28 let působil jako brněnský sídelní biskup, což bylo nejdéle v historii diecéze až do roku 2018, kdy jej překonal Vojtěch Cikrle.

## Stručný životopis

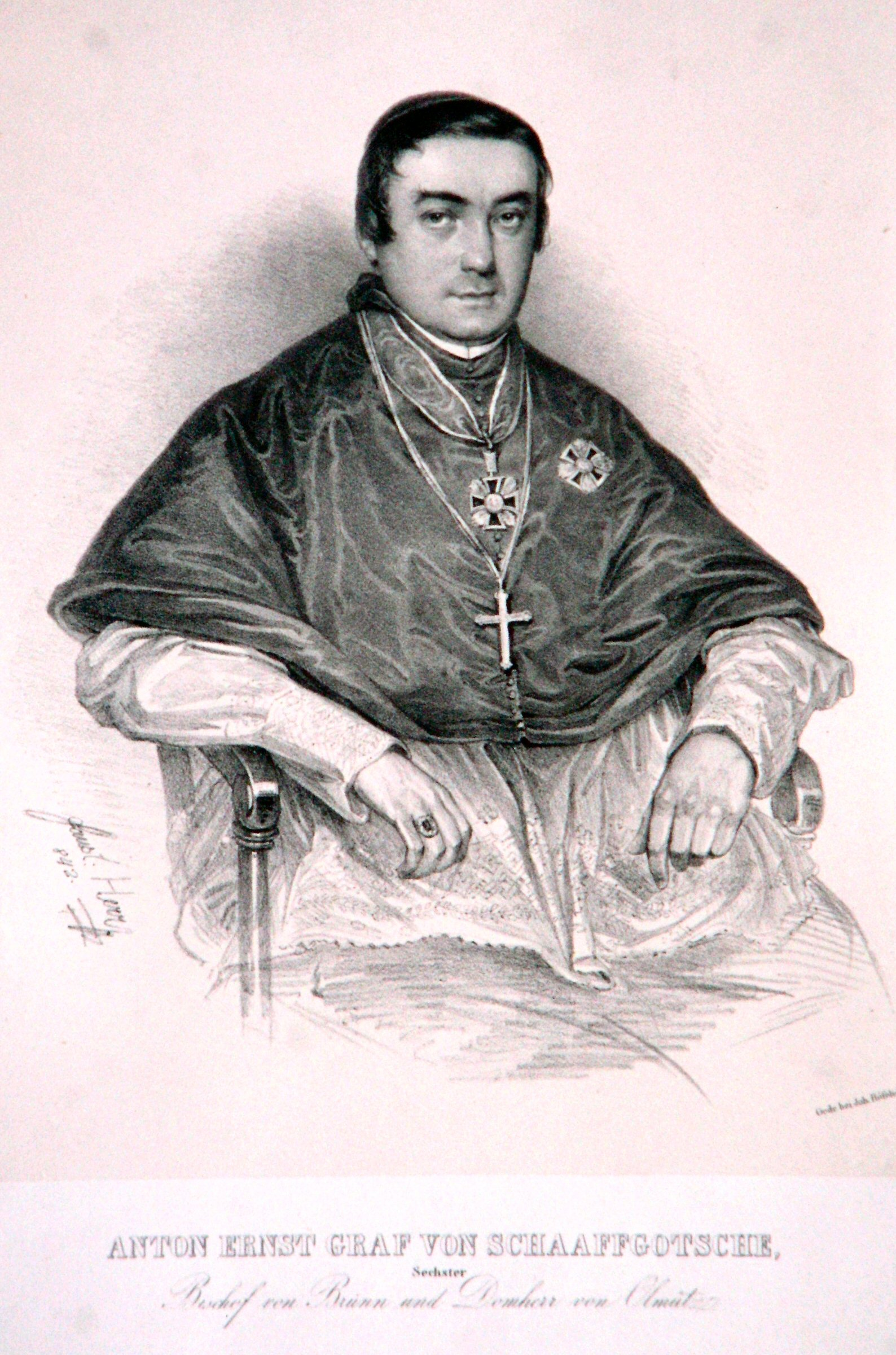
Anton Ernst von Schaffgotsch, litografie Faustin Herr, 1842

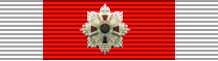
Císařský rakouský řád Leopoldův

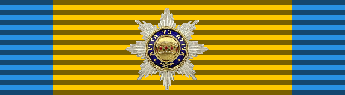
řád Železné koruny I. třídy

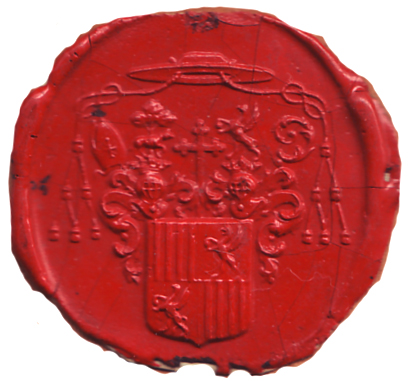
Osobní pečeť biskupa, kolem r. 1842

Šestý brněnský biskup se narodil v Brně a pokřtěn byl jako Jan Nepomucký Antonín Arnošt Filip Josef František de Paula Juda Tadeáš Ondřej Avellino hrabě ze Schaffgotsche v tamním kostele sv. Jakuba. Pocházel z významného rodu Schaffgotschů. Jeho rodiči byli hrabě Jan Arnošt ze Schaffgotsche (1742–1825), matka Johana Nepomucena roz. hraběnka z Blümegenu (1765–1811; neteř biskupa Heřmana Hanibala u Blümegenu). Jeho bratrem byl šlechtic a politik Jan Josef ze Schaffgotsche a jeho strýcem byl první českobudějovický biskup Jan Prokop ze Schaffgotsche.
Na kněze byl vysvěcen v roce 1827, konsekrován na biskupa 21. října 1839 a pak působil jako světící biskup olomoucký až do roku 1842, kdy se stal sídelním biskupem brněnským. Roku 1852 založil chlapecký seminář, uvedl do diecéze řeholní rodiny vincentek a boromejek. Zlepšil ekonomickou situaci biskupství, když získal statek Chrlice. Roku 1863 odstoupil 11 farností vyškovského děkanátu olomoucké arcidiecézi výměnou za stejný počet farností děkanství Boskovice. Tato výměna byla schválena již předtím papežskou bulou ze dne 28. března 1859.
Během svého episkopátu čelil mnoha výzvám, revoluci v roce 1848, zavádění češtiny do liturgie a rozpory mezi německým a českým kněžstvem, jednání o konkordátu v roce 1855 a upevnění pozice katolické církve. Od roku 1848 do roku 1849 zasedal také jako poslanec Moravského zemského sněmu. Nastoupil sem po zemských volbách roku 1848 za kurii virilistů a velkostatků. Zemřel náhle dne 31. března 1870.
Jako biskup brněnský neužíval znak se symbolem diecéze, ale pouze čtvrcený rodový erb s gryfem a polcením. Takto je znak vyobrazen i na jeho náhrobku, který byl v roce 1908 přenesen z brněnského hřbitova na Petrov. Jako jediný brněnský biskup má na náhrobku zobrazen znak. 
Byl držitelem řádů Železné koruny I. třídy a komandéského kříže Leopoldova, které jsou umístěny také na jeho biskupském znaku.